# Стожаров, Владимир Фёдорович
Влади́мир Фёдорович Стожа́ров (1926—1973) — советский живописец, мастер пейзажа.
Заслуженный деятель искусств РСФСР (1965). Лауреат Государственной премии РСФСР им. И. Е. Репина (1968). Член Союза художников СССР с 1954 года.

## Биография
Стожаров Владимир Фёдорович родился 3 января 1926 года в Москве.
С 1939 по 1945 год учился в Московской средней художественной школе при МГАХИ имени В. И. Сурикова у П. Т. Кошевого, С. П. Михайлова, В. В. Почиталова, А. П. Шорчева, с 1945 по 1951 — в МГАХИ имени В. И. Сурикова на живописном факультете у Д. К. Мочальского, Г. К. Савицкого, В. В. Почиталова. 
В 1946—1953 годах совершал ежегодные творческие поездки в Костромскую и Ярославскую области, побывал на озере Байкал, в Иркутске, Омске, на Иссык-Куле, на Енисее и Ангаре. В 1954 был принят в члены МОССХ. В том же году принял участие во Всесоюзной художественной выставке, совершил творческую поездку в Казахстан на целину с художниками В. Захаркиным и И. В. Сорокиным.
С 1955 по 1959 год ежегодно участвует в выставках молодых художников.
С 1956 по 1959 год ежегодно выезжал в творческие поездки по Костромской и Ярославской областям.
В 1959 году впервые выехал в творческую поездку за границу, сначала в Италию, потом, в 1960 году, — во Францию.
В 1961 году снова творческая поездка в Костромскую и Ярославскую области с художниками Г. А. Дарьиным, Ф. Новотельновым, И. А. Поповым, Ю. И. Семенюком, а в 1962 — в Архангельскую область и Коми АССР (по Северной Двине и Пинеге) с художниками Г. А. Дарьиным и Г. П. Огарёвой-Дарьиной.
В творческую поездку в Архангельскую область выезжал и в следующем, 1963 году, с художниками Е. И. Зверьковым и И. А. Поповым.
- 1964 творческая поездка в Коми АССР по рекам Мезени, Вашке, Пыссе с художниками Е. И. Зверьковым, И. А. Поповым
- 1965 присвоено звание заслуженного деятеля искусств РСФСР. Творческая поездка в Коми АССР по реке Вашке с художниками Е. И. Зверьковым и Ю. И. Семенюком.
- 1966 участие на XXXIII международной выставке «Биеннале Венеция» творческая поездка в Коми АССР с художниками Е. И. Зверьковым и Ю.И Семенюком.
- 1967 награждён серебряной медалью Академии художеств СССР за ряд произведений созданных за период 1964—1967 гг. Вторая творческая поездка в Италию, творческая поездка в Новгородскую и Псковскую области.
- 1968 присуждено звание лауреата Государственной премии РСФСР имени И. Е. Репина за произведения созданные за период 1960—1967 гг. Творческая поездка в Псковскую, Новгородскую, Ярославскую, Костромскую, Владимирскую области с художниками Г. А. Дарьиным, Ю. И. Семенюком, В. Ульяновым.
- 1969 творческая поездка в Коми АССР по рекам Вашке и Ёртому с художниками Г. А. Дарьиным, Е. И. Зверьковым. Творческая поездка в Костромскую и Ярославскую области.
- 1970 творческая поездка в Псковскую, Новгородскую, Ярославскую, Костромскую, Владимирскую области с художниками Г. А. Дарьиным, Ю. И. Семенюком, В.Ульяновым.
- 1971 поездка в Великобританию.
- 1971 1972 поездка в Румынию с групповой выставкой произведений художников РСФСР «Русский Север».
- 1972 творческая поездка в Костромскую область.
- 1972—1974 передвижная персональная выставка живописи в городах Сыктывкар, Архангельск, Киров, Ижевск, Горький, Куйбышев, Ульяновск, Астрахань, Кострома, Рязань, Брянск, Калинин, Тула, Калуга, Смоленск.
- Член-корреспондент АХ СССР (1973).

Воспоминания о Стожарове В. Ф. оставили его друзья и коллеги  Угаров Б. С., Салахов Т. Т., Ткачев С. П., Кугач Ю. П., Попов И.А., Семенюк Ю. И., Коржев Г. М., Шитов Л. А. 

Мемориальная доска установлена на д. 14 по улице Симановского в Костроме. 

Могила В. Ф. Стожарова на Ваганьковском кладбище в Москве

Умер от рака желудка 22 ноября 1973 года. Похоронен на Ваганьковском кладбище (41 уч.).

## Награды и премии
- заслуженный деятель искусств РСФСР (1965)
- Государственная премия РСФСР имени И. Е. Репина (1968) — за картины «Новый Север», «Белая ночь. Село Важгорт», «Суббота», «Село Большая Пысса», «Исады. Переправа» из серии пейзажей «На Севере России»